# Love and Glory
Pour plus de détails, voir Fiche technique et Distribution.
Love and Glory est un film américain réalisé par Rupert Julian, sorti en 1924.

## Fiche technique
- Titre : Love and Glory
- Réalisation : Rupert Julian
- Scénario : Rupert Julian et Elliott J. Clawson (en) d'après We are french de Robert Hobart Davis (en) et Perley Poore Sheehan (en)
- Photographie : Gilbert Warrenton
- Société de production : Universal Pictures
- Pays d'origine : États-Unis
- Format : Noir et blanc - 1,33:1 - Film muet
- Genre : drame
- Durée : 70 minutes
- Date de sortie : 1924

## Distribution
- Charles de Rochefort : Pierre Dupont
- Wallace MacDonald : Anatole Picard
- Madge Bellamy : Gabrielle
- Ford Sterling : Emile Pompaneau
- Gibson Gowland : Jules Malicorne